# Koroški Slovenci
Koróški Slovénci (nemško Kärntner Slowenen) so Slovenci in slovensko govoreči prebivalci avstrijske Koroške, oziroma te sedanje avstrijske zvezne dežele oz. na Južnem Koroškem. Status manjšine je načeloma zagotovljen z ustavo in z mednarodnim zakonom.

## Doba selitev
Slovensko govorno področje se je izoblikovalo ob koncu dobe selitev v Evropi. Med drugimi so to področje poselili Zahodni in Južni Slovani, slednji so predstavljali prevladujočo skupino. Izoblikovala se je alpska praslovanščina, ki je bila južnoslovanski jezik z nekaterimi zahodnoslovanskimi vplivi. Po razpadu Samove plemenske zveze je nastala slovanska kneževina Karantanija, prednica kasnejše Vojvodine Koroške. Raztezala se je daleč od sedanjih meja pokrajine, njeno politično središče pa je bilo Svenško ali Gosposvetsko polje v Celovški kotlini.

## Srednji in novi vek
Po priključitvi Karantanije frankovskemu cesarstvu se je v deželi krepil sloj nemško govorečega plemstva, medtem ko je ostalo prebivalstvo večinoma slovensko govoreče. Staro slovensko plemstvo se je tekom stoletij deloma germaniziralo, veliko pa ga je ostalo tudi slovensko govorečega - eden od dokazov za to so tako imenovane Slovenske fevdne prisege  oz. Juramentum Sclauonicum, s katerimi so aktualnemu avstrijskemu cesarju in cerkveni oblasti na Koroškem še v 17. in 18. stoletju zaprisegali slovensko govoreči fevdniki. Prav tako so se v pravni ureditvi vojvodine Koroške še dolgo v novi vek ohranili mnogi pomembni državniški obredi in zakoni, ki so nakazovali na slovanske korenine dežele.
Narodnostna in jezikovna sestava Koroške se je pričela najbolj spreminjati v dobi velike nemške kolonizacije, ki je zajela vse obrobne pokrajine na vzhodu in jugu Svetega Rimskega cesarstva, od Pomorjanske do Polabja, Češke, Šlezije in Avstrije. Večina novih naseljencev je prišla na Koroško z Bavarske in poselila do tedaj redko naseljena gozdnata področja in visokogorske doline. Zaradi nizke gostote slovanskih naselbin na današnjem Gornjem Štajerskem, Gornjem Koroškem in v Spodnji Avstriji, so se v teh predelih Slovani večinoma asimilirali in stopili z novimi nemškimi sosedi najkasneje do 13. stoletja. Do organiziranih preganjanj Slovanov naj ne bi prihajalo. 
Najgostejša koncentracija slovenskega življa severno od Karavank pa se je ohranila v središču nekdanje Karantanije, v Celovški kotlini na jugu današnje zvezne dežele Koroške. Tu so Slovenci predstavljali zelo homogeno in kompaktno večino prebivalstva vse do sredine 19. stoletja. Takrat je slovensko govorila okoli ena tretjina celotnega prebivalstva Koroške. Tudi Celovec, kot večinsko nemško govoreče mesto, je bil iz vseh strani obkrožen s slovensko govorečimi naselji in je postal v času slovenskega narodnega preporoda središče slovenske književnosti ( Mohorjeva družba).
Slovensko-nemška jezikovna meja na črti Šmohor - Dobrač - Beljak - Osojske Ture - Krnski grad - Djekše - Pustrica - Labot, ki je veljala sredi 19. stoletja, naj bi po mnenju uradne zgodovine obstajala praktično nespremenjena vse od srede 15. stoletja, ko se je srednjeveška nemška kolonizacija končala. Ravno zato je zanimiva navedba kanclerja  oglejske kurije iz poznega 15. stoletja, Paola Santonina, ki v svojih Popotnih dnevnikih pravi, da prebivalstvo še leta 1485 vse od fare Sv. Danijela (današnja občina Dellach, 25 km zahodno od Šmohorja) pa do izliva Zilje v Dravo, govori oba jezika, tako slovensko kot nemško. Iz tega podatka bi bilo možno sklepati, da se je slovenščina na Koroškem med 15. in 19. stoletjem govorila tudi izven uradno sprejetega slovenskega jezikovnega področja, da je tudi v novem veku torej soobstajala z nemščino ne le v Celovški kotlini in spodnji Ziljski dolini, pač pa tudi širše.

## 19. in  20. stoletje
Z nastopom nacionalizma kot prevladujoče ideologije po vsej Evropi, se je začela asimilacija koroških Slovencev načrtno pospeševati s strani nemških organizacij , kot sta bili Südmark in Deutscher Schulverein. Otroci koroških Slovencev so bili prisiljeni obiskovati šole v nemškem pogovornem jeziku, vedno bolj se je pod vplivom velikonemškega kapitala in vladajoče politike uveljavljalo načelo enojezične, nemške Koroške. Kot rezultat take politike je delež slovensko govorečih Korošcev konstantno upadal vse od sredine 19. stoletja dalje. Posledično se je konflikt med obema narodoma, ki sta dolga stoletja mirno živela in delala eden ob drugem, poglobil in zaostril.
Narodnostna nasprotja so po 1. svetovni vojni pripeljala do koroškega plebiscita. Slovenija, kot del novoustanovljene Kraljevine SHS, si je prizadevala, da bi bilo k matici priključeno vse ozemlje južne Koroške, za katerega so popisi prebivalstva iz sredine 19. stoletja - torej iz obdobja pred pospešeno germanizacijo Koroške -izpričevali slovensko večino. To je bila celotna pokrajina med Dravo in Karavankami, Ziljska dolina, južna pobočja Svinške planine do Djekš, Celovec z okolico in za slovensko zgodovino izjemno pomembno Gosposvetsko polje  s Knežjim kamnom, kot kraj  ustoličevanja starodavnih karantanskih knezov in vojvod.
Po vpadu vojske Kraljevine SHS na južno Koroško in mednarodni arbitraži, se je sporno območje (brez Ziljske doline) razdelilo na dve coni, v katerih naj bi se prebivalstvo na plebiscitu odločilo o bodoči politični pripadnosti tega dela dežele. V coni A, ki je imela približno 70 % slovensko govorečega prebivalstva, se je 59 % odstotkov prebivalstva izreklo za obstanek v Avstriji. V kampanji pred plebiscitom se je deželna vlada Koroške sicer obvezala, da bo podpirala in pospeševala obstoj slovenske kulture in jezikovne samobitnosti. Pod vplivom takih obljub, kakor tudi v strahu pred gospodarsko in politično nestabilnostjo novoustanovljene multinacionalne Kraljevine SHS, se je približno 40 % koroških Slovencev iz večinsko slovensko govoreče cone A torej izreklo za Avstrijo. Treba pa je povedati, da so bili rezultati plebiscita regionalno gledano zelo različni in da so se v številnih občinah ljudje skoraj soglasno izrekali za pripojitev h Kraljevini SHS. 
Koroški Slovenci so imeli vse do Anschlussa Avstrije k Tretjemu Rajhu leta 1938 na papirju zagotovljene vse pravice narodnostne manjšine. V prvih letih po plebiscitu so tako še obstajale dvojezične šole, župnije, časopisi, društva, banke in politični zastopniki v občinskih in deželnem svetu. Politične napetosti med Avstrijo in Kraljevino SHS (kasnejšo Kraljevino Jugoslavijo) pa so povzročale vse večjo zapostavljenost koroških Slovencev. Kot povsod po Evropi se je v obdobju med obema vojnama tudi v Avstriji krepil nacionalizem. Dane obljube so bile prelomljene, asimilacija se je spodbujala in pospeševala. Velikonemški ideologi in zgodovinarji so tako umetno ustvarili tako imenovano vindišarsko teorijo, ki jo je utemeljil avstrijski zgodovinar Martin Wutte. Že tako oslabljene koroške Slovence je vindišarska teorija še dodatno razdelila na Slovence in Vindišarje in celo zanikala, da bi bil jezik koroških Slovencev dejansko slovenski. Tovrstna šikaniranja so dosegla svoj vrh za časa Tretjega rajha, ko so postali koroški Slovenci odkrita in neposredna tarča napadov in preganjanj. V tem obdobju se je izpostavila bistvena razlika med Vindišarji, ki so bili v očeh velikonemških nacističnih ideologov primerni za nadaljnjo asimilacijo in končno germanizacijo, in Slovenci, ki naj bi se deportirali iz Koroške v Vzhodno Evropo ali pa v notranjost Rajha. Mnogi koroški Slovenci so se pridružili partizanom in se uprli, kar je predstavljalo edini organizirani oboroženi upor proti nacističnemu režimu na ozemlju Tretjega rajha za časa 2. svetovne vojne. Njihov upor je bistveno prispeval tudi k odločitvi Zaveznikov, da so po koncu vojne Avstrijo obravnavali kot napadeno državo in ne kot državo agresorko ter jo obnovili v njenih predvojnih mejah. 
Slovenski partizani so ob koncu 2. svetovne vojne prodrli visoko na južno Koroško in za kratek čas zasedli Celovec, Gosposvetsko polje in ostale zgodovinsko slovenske dele Koroške. Ob prodiranju britanskih čet in na njihovo zahtevo so se slovenske enote z zasedenih ozemelj umaknile, saj niso želele tvegati oboroženega spopada s svojimi zavezniki. Ti dogodki in ponovne zahteve Jugoslavije po priključitvi južne Koroške so povzročali zelo napete odnose med slovensko in nemško skupnostjo na južnem Koroškem. 
15. maja 1955 je bila podpisana Avstrijska državna pogodba, v katere 7. členu so bile opredeljene vse pravice slovenske in hrvaške manjšine v Avstriji. V letih neposredno po 2. svetovni vojni in nekaj let po podpisu državne pogodbe so bile na dvojezičnih območjih obvezne dvojezične šole, dvojezično uradovanje, dvojezični javni napisi... Ko je postalo jasno, da se bo Avstrija ohranila kot samostojna država, so se vse te pridobitve slovenske manjšine začele bolj ali manj pospešeno ukinjati.

## Področje naselitve in delež koroškega prebivalstva
Ob koncu 19. stoletja so koroški Slovenci predstavljali približno četrtino ali tretjino celotnega prebivalstva Koroške. Njihovo naselitveno področje je takrat obsegalo tudi kraje, ki so danes že nemško govoreči. Tekom 20. stoletja je njihovo število stalno upadalo, predvsem zaradi konstantnih asimilacijskih pritiskov, tako da danes po uradnem popisu predstavljajo približno 2,3 % celotnega prebivalstva. Ker so pritiski, povezani s širjenjem nemškega jezika skozi vso zgodovino prihajali predvsem iz zahoda in severa, se današnje naselitveno področje koroških Slovencev nahaja na jugu in vzhodu dežele, v dolinah Podjuna (nemško Jauntal), Rož (nemško Rosental), spodnja Labotska dolina (nemško Lavanttal), v Gurah (nemško  Sattniz) med Dravo in Celovcem in v spodnjem delu Ziljske doline (nemško Gailtal). Kostanje in Djekše sta približno najsevernejši točki današnje slovenske poselitve. Občine z najvišjim deležem koroških Slovencev so Sele (89 %), Globasnica (42 %) in Železna Kapla-Bela (38 %), po podatkih popisa prebivalstva iz leta 2001. Dejansko število koroških Slovencev je sporno, saj tako predstavniki slovenskih organizacij kot predstavniki koroških brambovskih združenj rezultatov popisa ne sprejemajo za točne. Prvi opozarjajo predvsem na dejstvo močno nihajočih popisnih rezultatov v posameznih občinah, ki je po njihovem mnenju tesno povezano s političnimi napetostmi v deželi in perečimi vprašanji manjšine. Posledično naj bi rezultati popisov podcenjevali dejansko število koroških Slovencev. Kot primer se navaja južnokoroška občina Galicija: po popisu iz leta 1951 je bil v njej delež koroških Slovencev približno 80 %. To je bilo obdobje takoj po 2. svetovni vojni, ko je vladalo v deželi vzdušje medsebojne strpnosti in je avstrijska država slovenski manjšini dosledno zagotavljala njene pravice do dvojezičnega javnega življenja. Do leta 1961, v pičlih desetih letih in brez omembe vrednih demografskih ali migracijskih sprememb, je popis prebivalstva v isti občini naštel samo še 11 % koroških Slovencev. To je bilo obdobje, ko je bila dokončno obnovljena avstrijska samostojnost in so se začele pospešeno odpravljati vse povojne pridobitve koroških Slovencev, vključno z dvojezičnim šolstvom.
Nadalje se navaja podoben primer bivše občine Medgorje (danes del občine Žrelec/Ebenthal). Po popisih iz let 1910 in 1923 je imela občina 96 % oz. 51 % delež slovensko-govorečega prebivalstva, leta 1934 pa le 3 %. Po 2. svetovni vojni in sprostitvi odnosov med obema skupinama prebivalstva, je občina v popisu leta 1951 pokazala kar 91,5 % delež koroških Slovencev. Navsezadnje je v popisu leta 1971, v napetem ozračju glede spora o dvojezičnih krajevnih tablah, število Slovencev ponovno padlo na 24 %. Predstavniki koroških Slovencev obravnavajo rezultate uradnih popisov kot absolutno spodnjo mejo. Sklicujejo se tudi na neodvisno raziskavo, ki je bila izvedena leta 1991 v dvojezičnih župnijah Južne Koroške in tekom katere so župljane povpraševali po jeziku, ki ga uporabljajo v vsakdanjem življenju. Rezultati te raziskave (50.000 članov manjšinske skupnosti) so se pomembno razlikovali od rezultatov uradnega popisa, ki je bil izveden isto leto (okoli 14.000). Po drugi strani pa tradicionalne koroške brambovske organizacije ocenjujejo, da je dejansko število ljudi, ki se sami izrekajo za Slovence, nekje med 2.000 in 5.000.
| Občina                                           | Odstotek Slovencev 2001                               | Odstotek Slovencev 1951 | Odstotek Slovencev 1880 |
| ------------------------------------------------ | ----------------------------------------------------- | ----------------------- | ----------------------- |
| Brdo/Egg                                         | Del občine Šmohor/Hermagor                            | 56,1 %                  | 95 %                    |
| Goriče/Görtschach                                | Del občine Šmohor/Hermagor                            | 58,4 %                  | 98,5 %                  |
| Štefan na Zilji/St. Stefan im Gailtal            | 1,2 %                                                 | Ni podatka              | 97,4 %                  |
| Blače/Vorderberg                                 | Del občine Štefan na Zilji/St. Stefan im Gailtal      | 54,8 %                  | 99,8 %                  |
| Šmohor/Hermagor                                  | 1,6 %                                                 | Ni podatka              | Ni podatka              |
| Podklošter/Arnoldstein                           | 2,1 %                                                 | 9,2 %                   | 39,7 %                  |
| Loga vas/Augsdorf                                | Del občine Vrba na Koroškem/Velden am Wörther See     | 48,2 %                  | 93,8 %                  |
| Bistrica na Zilji/Feistritz an der Gail          | 7,9 %                                                 | 53,4 %                  | 83,9 %                  |
| Bekštanj/Finkenstein                             | 5,7 %                                                 | 24,2 %                  | 96,3 %                  |
| Straja vas/Hohenthurn                            | 8,3 %                                                 | 27,1 %                  | 98,9 %                  |
| Kostanje/Köstenberg                              | Del občine Vrba na Koroškem/Velden am Wörther See     | 40,1 %                  | 76,1 %                  |
| Ledince/Ledenitzen                               | Del občine Bekštanj/Finkenstein                       | 37,8 %                  | 96,8 %                  |
| Lipa pri Vrbi/Lind ob Velden                     | Del občine Vrba na Koroškem/Velden am Wörther See     | 15,8 %                  | 44,5 %                  |
| Marija na Zilji/Maria Gail                       | Del mestne občine Beljak/Villach                      | 16,7 %                  | 95,9 %                  |
| Čajna/Nötsch                                     | 0,6 %                                                 | 3,6 %                   | Ni podatka              |
| Rožek/Rosegg                                     | 6,1 %                                                 | 32,4 %                  | 96,7 %                  |
| Šentjakob v Rožu/Sankt Jakob im Rosental         | 16,4 %                                                | 62,7 %                  | 99,3 %                  |
| Vrba na Koroškem/Velden am Wörther See           | 2,8 %                                                 | 0,9 %                   | 96,3 %                  |
| Vernberk/Wernberg                                | 1,0 %                                                 | 20,5 %                  | 73,2 %                  |
| Žrelec/Ebental                                   | 4,2 %                                                 | 16,4 %                  | 62,8 %                  |
| Bistrica v Rožu/Feistritz im Rosental            | 13,4 %                                                | 47,2 %                  | 97,7 %                  |
| Borovlje/Ferlach                                 | 8,3 %                                                 | 20,5 %                  | 61,4 %                  |
| Grabštanj/Grafenstein                            | 0,8 %                                                 | 7,6 %                   | 95,6 %                  |
| Hodiše/Keutschach                                | 5,6 %                                                 | 60,6 %                  | 96,5 %                  |
| Kotmara vas/Kötmannsdorf                         | 6,4 %                                                 | 45,6 %                  | 95,3 %                  |
| Bilčovs/Ludmannsdorf                             | 28,3 %                                                | 85,0 %                  | 100 %                   |
| Žihpolje/Maria Rain                              | 3,9 %                                                 | 10,5 %                  | 55,1 %                  |
| Otok/Maria Wörth                                 | 1,1 %                                                 | 16,3 %                  | 41,9 %                  |
| Medgorje/Mieger                                  | Del občine Žrelec/Ebental                             | 91,5 %                  | 98,1 %                  |
| Pokrče/Poggersdorf                               | 1,2 %                                                 | 2,8 %                   | 87 %                    |
| Radiše/Radsberg                                  | Del občine Žrelec/Ebental                             | 52,0 %                  | 100 %                   |
| Škofiče/Schiefling                               | 6,0 %                                                 | 38,4 %                  | 98,9 %                  |
| Šmarjeta v Rožu/Sankt Margareten im Rosental     | 11,8 %                                                | 76,8 %                  | 92,4 %                  |
| Štalenska gora/Magdalensberg                     | 1,5 %                                                 | 3,1 %                   | Ni podatka              |
| Teholica/Techelsberg                             | 0,2 %                                                 | 6,7 %                   | Ni podatka              |
| Medborovnica/Unterferlach                        | Del občine Borovlje/Ferlach                           | 47,2 %                  | 99,7 %                  |
| Vetrinj/Viktring                                 | Del mestne občine Celovec/Klagenfurt                  | 3,3 %                   | 57,6 %                  |
| Svetna vas/Weizelsdorf                           | Del občine Bistrica v Rožu/Feistritz im Rosental      | 69,3 %                  | 100 %                   |
| Slovenji Plajberk/Windisch Bleiberg              | Del občine Borovlje/Ferlach                           | 81,3 %                  | 91,7 %                  |
| Sele/Zell                                        | 89,6 %                                                | 93,1 %                  | 100 %                   |
| Bistrica pri Pliberku/Feistritz ob Bleiburg      | 33,2 %                                                | 82,8 %                  | 98,7 %                  |
| Pliberk/Bleiburg                                 | 30,9 %                                                | 16,7 %                  | 15,5 %                  |
| Djekše/Diex                                      | 6,9 %                                                 | 46,1 %                  | 95,8 %                  |
| Dobrla vas/Eberndorf                             | 8,6 %                                                 | 47,4 %                  | 90,8 %                  |
| Železna Kapla - Bela/Eisenkappel - Vellach       | 38,7 %                                                | 20,1 %                  | 48 %                    |
| Galicija/Gallizien                               | 8,5 %                                                 | 80,1 %                  | 99,9 %                  |
| Globasnica/Globasnitz                            | 42,2 %                                                | 88,7 %                  | 99,5 %                  |
| Grebinj/Griffen                                  | 1,3 %                                                 | 34,1 %                  | 83,8 %                  |
| Vovbre/Haimburg                                  | Del občine Velikovec/Völkermarkt                      | 19,9 %                  | 98,2 %                  |
| Libuče/Loibach                                   | Del občine Pliberk/Bleiburg                           | 54,6 %                  | 92,1 %                  |
| Blato/Moos                                       | Del občine Pliberk/Bleiburg                           | 85,8 %                  | 99,8 %                  |
| Suha/Neuhaus                                     | 13,4 %                                                | 79,6 %                  | Ni podatka              |
| Ruda/Ruden                                       | 3,9 %                                                 | 51,7 %                  | 93 %                    |
| Žitara vas/Sittersdorf                           | 19,8 %                                                | 84,4 %                  | 98,2 %                  |
| Škocjan v Podjuni/Sankt Kanzian am Klopeiner See | 13,2 %                                                | 49,3 %                  | 98,4 %                  |
| Št. Peter na Vašinjah/Sankt Peter am Wallersberg | Del občine Velikovec/Völkermarkt                      | 62,6 %                  | 90,7 %                  |
| Tinje/Tainach                                    | Del občine Velikovec/Völkermarkt                      | 11,1 %                  | 95,9 %                  |
| Bela/Vellach                                     | Del občine Železna Kapla - Bela/Eisenkappel - Vellach | 73,8 %                  | 94,2 %                  |
| Velikovec/Völkermarkt                            | 2,6 %                                                 | 8,3 %                   | 26,6 %                  |
| Važenberk/Waisenberg                             | Del občine Velikovec/Völkermarkt                      | 21,0 %                  | 97,4 %                  |
| Občina                                           | Odstotek Slovencev 2001                               | Odstotek Slovencev 1951 | Odstotek Slovencev 1880 |

| Popis prebivalstva 2001 |  | Popis prebivalstva 1971  |  |
|                         |  | 5-10% 10-20% 20-30% >30% |  |

## Jezik
Koroški Slovenci govorijo različna koroška narečja slovenskega jezika.

### Narečja
Koroška narečna skupina slovenskega jezika se razteza preko današnjih meja avstrijske zvezne dežele Koroške. Koroška slovenska narečja se govorijo po celotni slovenski Koroški (Mežiška dolina, Mislinjska dolina, Kobansko), segajo pa tudi na severno Pohorje in po dolini Drave na slovensko Štajersko. Poleg tega se koroško-slovensko narečje govori tudi na skrajnem severozahodu Gorenjske, blizu meje z Italijo v Ratečah in Gozd Martuljku, medtem ko se v bližnji Kranjski Gori govori posebno prehodno narečje, ki predstavlja most med koroško in gorenjsko narečno skupino.
Koroški Slovenci tradicionalno govorijo štiri od skupno šestih koroških narečij slovenskega jezika. To so: podjunsko narečje, rožansko narečje, ziljsko narečje in obirsko narečje. Slednje, ki sicer izkazuje nekatere posebnosti gorenjskega narečja, se včasih obravnava tudi kot posebna podskupina podjunskega narečja. Preostali dve koroški narečji, mežiško in severnopohorsko-remšniško, se govorita večinoma v slovenskem delu Koroške, na severnem Pohorju in po južnih obronkih Golice. Koroška narečja so znotraj slovenskega jezika še posebej čista in izvorna, včasih starinska. Tudi v delih Koroške, ki so danes nemško govoreči, vse do skrajnega severozahoda in Visokih Tur, je možno relativno zlahka dokazati slovanske oz. slovenske korene mnogih krajevnih imen. Tudi koroška nemščina, predvsem na podeželju, vsebuje mnoge vsakdanje izraze slovenskega izvora, čeprav se današnji nemški govorci tega ne zavedajo. Dobro raziskan primer tovrstnega prepletanja obeh jezikov na Koroškem je nemško narečje v odmaknjeni občini Lesna dolina (Lesachtal), ki leži izven tradicionalno pojmovanega dvojezičnega ozemlja, na skrajnem zahodu okraja Šmohor ob deželni meji s Tirolsko, in ki vsebuje precejšnje število značilno slovenskih besed  Na sploh sta nemščina in slovenščina na Koroškem skozi stoletja obojestransko vplivali ena na drugo, tako v tonaliteti kot v besedišču.
(Glej tudi: slovenska narečja.)